# Demant, quod non intelligunt
 Demant, quod non intelligunt  лат. (изговор: демант, квод нон интелигунт). Осуђују оно што не схватају. (Марко Фабије Квинтилијан)

## Поријекло изрека
Изрекао Римски бесједник и теоретичар реторика Марко Фабије Квинтилијан  (лат. Marcus Fabius Quintilianus) у првом вијеку нове ере.“

## Тумачење
Људи често доносе суд о оном што несхватају. Овај суд, по правилу, не може бити ваљан.